# یورش (فیلم ۱۹۹۲)
یورش (به هندی: Yalgaar) فیلمی محصول سال ۱۹۹۲ و به کارگردانی فیروز خان است. در این فیلم بازیگرانی همچون سانجی دات، فیروز خان، کبیر بدی، مانیشا کویرالا، ناگما ایفای نقش کرده‌اند.